# 伊斯杜洛克聯足球會
伊斯杜洛克足球會（East Thurrock United F.C）是一支位於英格蘭科靈厄姆的職業足球會，目前於英格蘭足球依斯米安聯賽甲組北角逐。

## 外部連結
- Club website （页面存档备份，存于）
- 伊斯杜洛克聯足球會的X（前Twitter）